# Philippe Charles François Seguin
Philippe-Charles-François Seguin, né le 17 janvier 1741 à Besançon et décédé le 21 janvier 1812 à Vaivre-et-Montoille, dans la banlieue de Vesoul, dans la Haute-Saône, était un homme politique et homme d'Église français. 

## L'homme public
Chanoine de l'église Sainte-Madeleine à Besançon, il est élu député du clergé aux États de la province en 1788. En 1790, il est également élu au conseil général du Doubs, dont il devient le président. 
Élu à la Convention en septembre 1792, il siège avec les modérés et ne vote pas la mort de Louis XVI.
Il est ensuite membre du Conseil des Cinq-Cents jusqu'en 1798. À cette date, il se retire de la vie politique.

## L'évêque constitutionnel
Gallican convaincu, il se montre très tôt favorable à la Constitution civile du clergé. Le 13 février 1791, il est élu évêque constitutionnel du Diocèse du Doubs, et est sacré à Paris. Il renonce à ses fonctions le 8 novembre 1793. 
Après le Concordat de 1801, il est nommé chanoine honoraire par Mgr Claude Le Coz, nouvel archevêque de Besançon.

## Source
- « Philippe Charles François Seguin », dans Adolphe Robert et Gaston Cougny, Dictionnaire des parlementaires français, Edgar Bourloton, 1889-1891 [détail de l’édition]